# Song Against Life
Song Against Life är David & the Citizens tredje EP, utgiven i maj 2002 av Adrian Recordings. Omslagsbilden är ritad av bandets låtskrivare och sångare David Fridlund.

## Låtlista
Alla låtar är skrivna av David Fridlund.
1. "Song Against Life" - 3:46
2. "Norway, America. Australia" - 4:13
3. "You’re an Angel" - 2:09
4. "Eleven11" - 6:15

## Medverkande musiker
- David Fridlund
- Conny Fridh
- Alexander Madsen
- Mikael Carlsson
- Magnus Bjerkert
- Fredrik Norrgren
- Sara Culler

### Fotnoter
1. ↑  ”David & the Citizens”. Adrian Recordings. Arkiverad från originalet den 1 januari 2012. https://web.archive.org/web/20120101163924/http://www.adrianrecordings.com/catalogue.asp. Läst 12 januari 2012.